# Droga krajowa B6n (Niemcy)
Droga krajowa 6n (niem. Bundesstraße 6n, B 6n) – niemiecka droga krajowa planowana początkowo jako autostrada A36. Dwujezdniowa droga ekspresowa ma połączyć ze sobą autostradę A395 koło Vienenburga z A14 koło Bernburg (Saale). Jednocześnie ma tworzyć obwodnicę dla Wernigerode, Blankenburga, Quedlinburga i Aschersleben.
Obecnie dostępne fragmenty są częściowo oznakowane jako B6.
Planowane jest przedłużenie drogi jako północnej obwodnicy Bernburg (Saale) a rozważane nawet do autostrady A9.
W Bremie znajduje się jeszcze jedna droga oznakowana jako B6n. Służy jako droga dojazdowa do autostrady A1. Rozważane było jej rozbudowanie jako obwodnicy dla pobliskich miejscowości jednak nigdy nie doszło nawet do fazy projektowej.